# Himno de la JJCC / La internacional
Himno de la JJCC / La internacional es un sencillo de la afamada agrupación chilena Quilapayún, lanzado en 1972 bajo el sello DICAP y el Consejo Nacional Juventudes Comunistas de Chile. Mientras que la canción del Lado A, «Himno de la JJCC», fue compuesta por el compositor y pianista chileno Sergio Ortega, el tema del Lado B es el famoso himno del movimiento obrero «La Internacional», escrita por el revolucionario francés Eugène Pottier y musicalizada por el belga Pierre Degeyter. Esta última ya había aparecido anteriormente en el Lado A del sencillo de la banda de 1971, La internacional / La segunda declaración de La Habana.

## Lista de canciones
| Lado A |                    |        |               |          |  |
| N.º    | Título             | Letras | Música        | Duración |  |
| 1.     | «Himno de la JJCC» |        | Sergio Ortega |          |  |

| Lado B |                    |                |                 |          |  |
| N.º    | Título             | Letras         | Música          | Duración |  |
| 2.     | «La Internacional» | Eugène Pottier | Pierre Degeyter |          |  |